# Kotlina Hațeg
Kotlina Hațeg (541.7) – makroregion fizycznogeograficzny Wyżyny Transylwańskiej w centralnej Rumunii (Siedmiogród). Obniżenie wcinające się między należące do Karpat Południowych góry Poiana Ruscă na zachodzie, Retezat na południu i Sebeș na wschodzie. Na północy łączy się z Doliną Środkowej Maruszy. 
Kotlina Hațeg jest pochodzenia tektonicznego. Jest wypełniona skałami osadowymi z okresu miocenu, a po brzegach - górnej kredy. Dno kotliny leży na wysokości 500–800 m n.p.m. i jest pagórkowate wskutek pocięcia przez rzekę Strei. Południowo-zachodni narożnik kotliny kończy się przełęczą Poarta de Fier a Transilvaniei prowadzącą do doliny Temeszu. Południowo-wschodni narożnik kotliny kończy się przełęczą Bănița, za którą leży Kotlina Petroșani. Tędy prowadzą transkarpacka magistrala kolejowa i droga z Arad i Klużu do Krajowy. 